# Nikolai Iwanowitsch Arsenjew

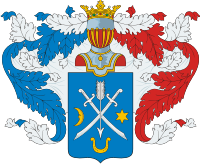
Wappen derer von Arseniew (Kurland)

Nikolai Iwanowitsch Arsenjew (Николай Иванович Арсеньев; * 3. November 1760 in Moskau; † 8. Februar 1830 in Moskau) war ein aus dem russischen Uradel Arsenjew stammender Nachfahre. Er war im Russischen Kaiserreich Wirklicher Staatsrat und Gouverneur des Gouvernements Kurland. 

## Leben
Von 1796 bis Januar 1797 war er Vize-Gouverneur des Gouvernement Wolhynien und übernahm ab dem 20. Oktober 1800 das Gouverneursamt des Gouvernements Kurland. 1806 wurde er zum Wirklichen Staatsrat ernannt. In seiner Amtszeit war er zwei Mal Gastgeber des französischen Königs Ludwig XVIII.

## Herkunft und Familie
Nikolai von Arsenjew ist der Stammvater des russischen und baltischen Adelsgeschlechts. Sein Vater war der Wirkliche Staatsrat Iwan Michailowitsch Arsenjew (1726–1799), der in der Kurländischen Ritterschaft eingetragen war. Nikolai war mit Anna Alexandrowna Fürstin Chowanski (1765–1832) verheiratet. Ihre Nachkommen waren:
- Dmitri Nikolajewitsch Arsenjew  (1789 bis um 1852), Kanzleichef der Gouverneursregierung von Wologda
- Alexander Nikolajewitsch Arsenjew (Александр Николаевич Арсеньев; 1790–1852 in Moskau), russischer Oberstleutnant
- Katharina Arsenjew  (1793 bis um 1866) ⚭ Peter Ernst Baron von Medem (1783–1861)
- Fjodor Nikolajewitsch Arsenjew  (1795–1845), russischer Major, Asylinspektor (in etwa Sozialhelfer) in Moskau
- Sergei Nikolajewitsch Arsenjew  (* 1801 in Mitau; † 1850 in Slawjansk (Gouvernement Charkow)), Schulinspektor
  - Wassili Sergejewitsch Arsenjew (1829–1915), russischer Staatsbeamter, Wirklicher Geheimer Rat und Freimaurer
  - Dmitri Sergejewitsch Arsenjew (1832–1915), russischer Admiral
- Elisabeth von Arseniew (N.N.)